# تاموتسو ناکامورا
تاموتسو ناکامورا (ژاپنی: 中村 有؛ زادهٔ ۱۰ آوریل ۱۹۷۳) یک بازیکن فوتبال اهل ژاپن است.
از باشگاه‌هایی که در آن بازی کرده‌است می‌توان به باشگاه فوتبال شونان بلمار اشاره کرد.